# George Templeton Strong (Komponist)

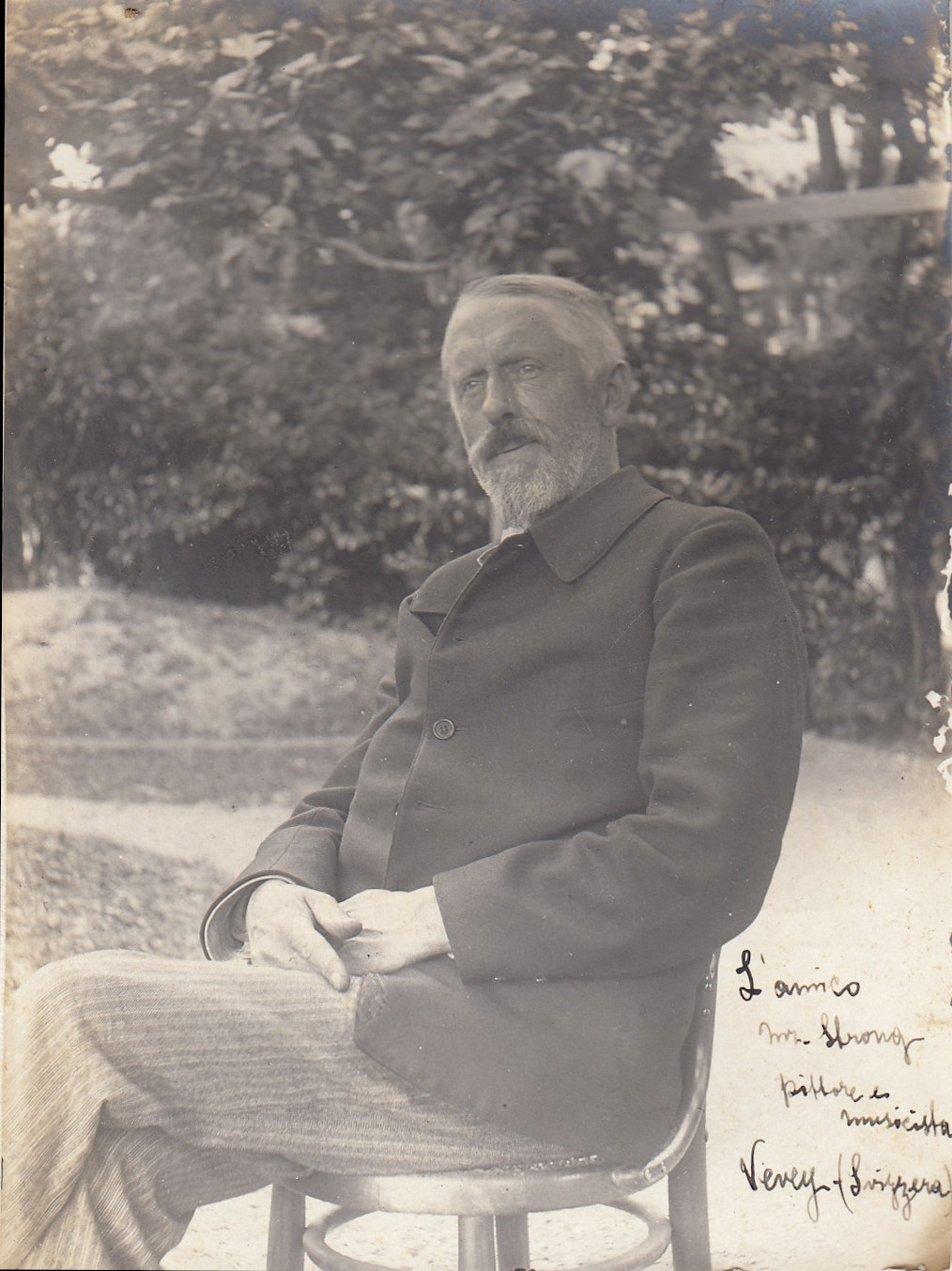
Der Komponist George Templeton Strong

George Templeton Strong (* 26. Mai 1856 in New York City; † 27. Juni 1948 in Genf) war ein US-amerikanischer Komponist, der einen Großteil seines Lebens in Europa verbrachte.

## Leben
George Templeton Strong war Sohn des Rechtsanwaltes George Templeton Strong; dieser war auch Amateurorganist und Präsident der New York Philharmonic Society (und dessen 1952 publizierte Tagebücher dokumentieren neben anderem auch das New Yorker Musikleben seiner Zeit). Die Eltern förderten zwar seine musikalische Ausbildung, lehnten aber den Wunsch, Berufsmusiker zu werden, ab. Dennoch studierte er ab 1879 am Leipziger Konservatorium, unter anderem bei Salomon Jadassohn und Richard Hofmann, und wirkte als Bratschist im Gewandhausorchester Leipzig mit. Strongs Mutter (Ellen Caroline Ruggles, 1825–1891) war Patenkind der Fürstin Carolyne zu Sayn-Wittgenstein, der langjährigen Lebensgefährtin von Franz Liszt. Über diese Verbindung ergab sich Kontakt zu Liszt, den Strong in Weimar häufig besuchte und ihm seine Sinfonische Dichtung Undine op 14 widmete. Liszt vermerkte in der Partitur: „Franz Liszt nimmt mit Dank die Widmung dieses ausgezeichneten Werkes an“.
1886 übersiedelte Strong nach Wiesbaden. Auf Einladung des befreundeten Komponistenkollegen Edward MacDowell, der gleichfalls in Deutschland studiert hatte, übernahm er 1891 eine Professur für Kontrapunkt und Komposition am New England Conservatory of Music. Zwei Jahre später kehrte er jedoch nach Europa zurück, wo er sich am Genfersee niederließ und dort bis zu seinem Tod 1948 im Alter von 92 Jahren lebte. Neben der Komposition widmete er sich zunehmend auch der Malerei. Gemeinsam mit dem Dirigenten Ernest Ansermet, mit dem er dort Freundschaft schloss (und der auch Werke von ihm uraufführte), nahm er aber auch am Genfer Musikleben teil und erteilte jungen Musikern kostenlosen Unterricht. 1918 wurde Strong in das Komitee des Genfer Konservatoriums gewählt.

## Werk
In Strongs Werkverzeichnis finden sich unter anderem 3 Sinfonien (die 1893 uraufgeführte Nr. 2 g-Moll op. 50 trägt den Titel Sintram oder Der Kampf eines Mannes gegen die Mächte des Bösen) sowie Sinfonische Dichtungen (wie Die Nacht und Le Roi Arthur), Klavierwerke, Kammermusik und Vokalkompositionen. Seine in den Schweizer Jahren zunehmende Neigung zur Aquarellmalerei äußerte sich auch in Werktiteln wie dem Liederzyklus Three Watercolors for Voice and Orchestra (1931) und dem Bläserquintett Cinq Aquarelles (1933).
Strong gehörte zum Kreis um Liszt und Wagner, ohne jedoch Gegner der Anhänger von Schumann und Brahms zu sein. Seine Musik blieb im Rahmen der Spätromantik und zeigt u. a. Anklänge an diejenige des ebenfalls zum Liszt-Kreis zählenden Joachim Raff. Er begrüßte zwar die Werke von Mahler, Strauss und Ravel, modernere Strömungen des 20. Jahrhunderts, etwa Strawinsky, lehnte er jedoch ab.